# Mycosphaerella evernia
Mycosphaerella evernia är en svampart som först beskrevs av Hans Sydow, och fick sitt nu gällande namn av Franz Petrak 1988. Mycosphaerella evernia ingår i släktet Mycosphaerella och familjen Mycosphaerellaceae.   Inga underarter finns listade i Catalogue of Life.